# ジョルジョ1世

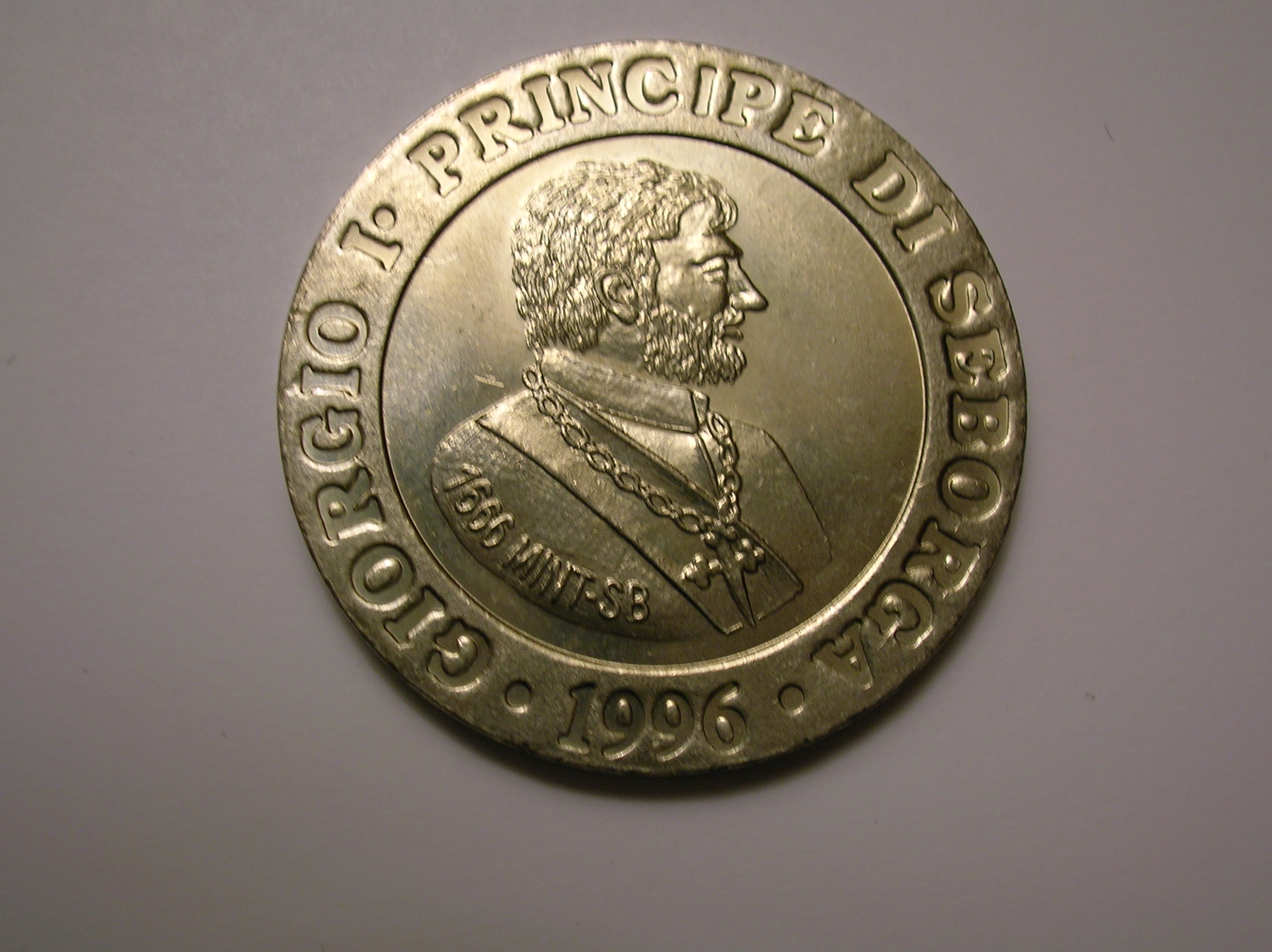
1996年発行の「セボルガ公国」の硬貨。ジョルジョ1世の肖像が中央に刻まれ、周囲には「セボルガ公ジョルジョ1世」の文字が刻印されている。

ジョルジョ1世（Giorgio I, 1936年6月14日 - 2009年11月25日）は、イタリア北西部にあるミクロネーション「セボルガ公国」の元首（セボルガ公）を名乗った人物。
もとは花卉栽培農家で、本名はジョルジョ・カルボーネ（Giorgio Carbone）。リグーリア州インペリア県西部にある人口約300人の村（コムーネ）セボルガの「独立」を宣言したが、その主張はセボルガ以外で認められることはなかった。

## 生涯

### 生い立ちと「セボルガ公国」
1936年に生まれたジョルジョ・カルボーネは、高校卒業後に父の後を継いで花卉栽培農家となり、フランスやドイツに花を輸出するほどの成功を収めた。1960年代はじめ、カルボーネは花卉生産者共同組合の組合長を務めていた。
セボルガはかつて実際に公国（公爵領）であったが、1729年に当時の領主がサルデーニャ王のサヴォイア家に売却している。カルボーネは、セボルガ公国はサルデーニャ王国（のちのイタリア王国の母体）の領土に編入されたわけではなく、依然としてセボルガは独立した状態にあるのではないかという考えを周囲に説くようになった。
1963年、セボルガの人々はこの「物語」に乗り、カルボーネを「国家元首」に選出した。これにより、カルボーネは「セボルガ公ジョルジョ1世」のあだ名で知られるようになった。1995年にはセボルガの「独立」をめぐる投票が行われ、「憲法」が制定されて、カルボーネは改めて「セボルガ公」に推戴された。世界のメディアの注目を集めたこの年、村は10万人もの観光客を集めたという。
「ジョルジョ1世」に対する公的な敬称としては「殿下」Sua Altezza Serenissima (S.A.S.) が用いられているが、地元ではその「途方もない大きさ」に敬意が払われ、Sua Tremendità （英: Your Tremendousness）の愛称で呼ばれた。君主や王族の高い地位に敬意を払う Sua Altezza （英: Your Highness、「殿下」）のもじりである。
カルボーネがテレビ番組に出演することはめったになかった。2005年、BBCのドキュメンタリー・コメディ番組「How to Start Your Own Country」の第3回 "For King and Country"で姿を見せたのは、その稀な例である。

### その晩年と「薨去」
2006年1月、69歳のカルボーネは、70歳を迎えたら退位するとの声明を行った。これには、村のセンターの再建をめぐる争論とする見方もある。「セボルガ公」の決定は、2006年1月16日のBBCワールド・サービスのラジオ番組 World Today で報道された。しかし結局、この声明は実現に移されなかった。 
2006年6月には、「プリンセス・ヤスミネ・フォン・ホーエンシュタウフェン・アンジュー・プランタジネット」と名乗る女性が「セボルガ公の正統な相続者」と主張してイタリア大統領に手紙を送り、公国をイタリアに返還することを申し出るという一幕もあった。もとより、こうした主張は根拠がなく、無効である。
2009年11月25日、筋萎縮性側索硬化症により自宅で没した（73歳）。兄弟姉妹はなく、生涯独身であり、子供もいなかった。
「セボルガ公薨去」を受け、フランコ・フォリアーニ（Franco Fogliarini）村長（カルボーネのまたいとこにあたる）は、地元メディアに対して次のように答えたという。
| 「 | セボルガ公国は、彼とともに生まれ、彼とともに逝ったおとぎ話である。 （It was a story, that was born and ended with him.） | 」 |

## 註
1. 1 2 3 4 5  'His Tremendousness' oversaw the Italian village of Seborga, The Washington Post, 4 December 2009
2. 1 2  Obituary: "His Tremendousness Giorgio Carbone", Daily Telegraph, 27 November 2009
3. 1 2  " Prince of the piazza ", Anthony Peregrine, The Daily Telegraph, December 1999
4. ↑  "Noel Gallagher is my choice for monarch",  Caitlin Moran, The Times, 30 January 2006
5. ↑  "Prince of Seborga fights on for 362 subjects", Italy Magazine, 15 June 2006
6. ↑  “La storia”.   Principato di Seborga. 2012年6月19日閲覧。
7. 1 2  "Battle rages for His Tremendousness's throne", Malcolm Moore, Daily Telegraph, 13 June 2006
8. ↑  "Wanted: prince to rule village", Richard Owen, The Times, 24 January 2006
9. ↑  "The best of the World Today", BBC, 16 January 2006